# هوهنفلد (پلون)
هوهنفلد (به آلمانی: Hohenfelde) یک شهر در آلمان است که در Plön (District) واقع شده‌است. هوهنفلد ۱٬۰۸۷ نفر جمعیت دارد.